# جوني غينتل
جوني غينتل (بالإنجليزية: Johnny Gentle)‏ هو موسيقي بريطاني، ولد في 8 ديسمبر 1936 في ليفربول في المملكة المتحدة.